# Liste ehemaliger Einheiten und Luftfahrzeuge des Heeresflugplatzes Celle
Dieser Artikel listet alle ehemals auf dem Heeresflugplatz Celle (der auch Immelmann-Kaserne heißt) stationierten Einheiten und Luftfahrzeuge auf, sofern hierfür belastbare Nachweise vorliegen. Aktuelle Einheiten, Dienststellen und stationierte Luftfahrzeuge ebenso wie eine ausführliche Beschreibung der Einrichtung im Hauptartikel → Heeresflugplatz Celle. Die Heeresflugabwehr Lehr Bttr 90 wurde 1967 umbenannt in 4 Fla Bttr 3 und wurde in die Niedersachsen-Kaserne in Barme verlegt, war aber bis zur erneuten Verlegung 1969 nach Hamburg Fischbeck, wo das Fla Btl 3 zusammen geführt wurde noch als selbstständige Bttr 40mmL60 mit allen Versorgungs- und Org.-Teileinheiten tätig.
Nach der Zusammenführung des Fla Btl3 1971 wurde dieses mit dem Gepard ausgerüstet und wurde erneut umbenannt in Panzer Fla Btl 3.

## Einheiten
| Einheit | Nation                 | Stationierung             | Stationierung | Stationierung      | Stationierung           | Stationierung | Stationierung            | Nachfolger |
| Einheit | Nation                 | von                       | von           | früherer Standort  | bis                     | bis           | späterer Standort        | Nachfolger |
| --- | ---------------------- | ------------------------- | ------------- | ------------------ | ----------------------- | ------------- | ------------------------ | --- |
| Aufklärungsgruppe 324 | Deutsches Reich        | unbekannt (Aufstellung?)  | 1934          | –                  | unbekannt               | 1934          | -                        | - |
| Aufklärungsgruppe 323 | Deutsches Reich        | unbekannt (AufklGrp 324?) | 1934          | –                  | unbekannt               | 1935          | -                        | - |
| Flugschule (B-Schule) | Deutsches Reich        | Umbenennung               | 1936          | Celle              | Umbenennung             | 1937          | Celle                    | Flugschule (C–Schule) |
| Blindflugschule | Deutsches Reich        | Aufstellung               | 1936          | –                  | Verlegung               | 1937          | Wesendorf                | Blindflugschule |
| Flugschule (C-Schule) | Deutsches Reich        | Umbenennung               | 1937          | Celle              | Verlegung               | 1939          | Flughafen Leipzig-Mockau | unbekannt |
| Während der Kriegsjahre häufig wechselnde Luftfahrtzeugtypen für jeweils nur kurze Zeit. Hierzu liegen keine vollständigen, verlässlichen und nachprüfbaren Unterlagen vor. |                        |                           |               |                    |                         |               |                          | |
| I. Gruppe Sturzkampfgeschwader 77 | Deutsches Reich        | Verlegung                 | 1939          | unbekannt (Polen)  | Verlegung               | 1940          | unbekannt (Frankreich)   | Schlachtgeschwader 77 |
| II. Gruppe Kampfgeschwader 54 | Deutsches Reich        | Verlegung                 | 1940          | unbekannt          | Verlegung               | 1940          | unbekannt                | - |
| III. Gruppe Kampfgeschwader 54 | Deutsches Reich        | Verlegung                 | 1940          | unbekannt          | Verlegung               | 1940          | unbekannt                | - |
| II. Gruppe Transportgeschwader 2 | Deutsches Reich        | Verlegung                 | 1943          | unbekannt          | Verlegung               | 1943          | unbekannt                | - |
| III. Gruppe Transportgeschwader 1 | Deutsches Reich        | Verlegung                 | 1943          | unbekannt          | Verlegung               | 1943          | unbekannt                | - |
| Leichte Heimat-Flak-Batterie 42/XI | Deutsches Reich        | Verlegung                 | 1943          | unbekannt          | Verlegung               | 1944          | unbekannt                | - |
| I. Gruppe Transportgeschwader 4 | Deutsches Reich        | Verlegung                 | 1944          | unbekannt          | Verlegung               | 1944          | unbekannt                | - |
| III. Gruppe Transportgeschwader 1 | Deutsches Reich        | Verlegung                 | 1944          | unbekannt          | Verlegung               | 1944          | unbekannt                | - |
| I. Gruppe Transportgeschwader 2 | Deutsches Reich        | Verlegung                 | 1944          | unbekannt          | Verlegung               | 1944          | unbekannt                | - |
| I. Gruppe Kampfgeschwader 40 | Deutsches Reich        | Verlegung                 | 1944          | unbekannt          | Verlegung               | 1944          | unbekannt                | - |
| Leichte Heimat-Flak-Batterie 2/XI | Deutsches Reich        | Verlegung                 | 1944          | unbekannt          | Verlegung               | 1944          | unbekannt                | - |
| Leichte Heimat-Flak-Batterie 22/XI | Deutsches Reich        | Verlegung                 | 1944          | unbekannt          | Verlegung               | 1944          | unbekannt                | - |
| Werft-Abteilung 28/XI | Deutsches Reich        | Verlegung                 | 1944          | unbekannt          | Verlegung               | 1945          | unbekannt                | - |
| Stab und III. Kompanie Fallschirmjäger-Ersatz und Ausbildungsregiment 3 | Deutsches Reich        | Verlegung                 | 1945          | unbekannt          | Verlegung               | 1945          | unbekannt                | - |
| II. Gruppe Jagdgeschwader 26 | Deutsches Reich        | Verlegung                 | 1945          | unbekannt          | Auflösung               | 1945          | -                        | - |
| Teile Leichte Flak-Abteilung 755 | Deutsches Reich        | Verlegung                 | 1945          | unbekannt          | Auflösung               | 1945          | -                        | - |
| Flugzeugführerschule A/B 6 | Deutsches Reich        | Verlegung                 | 1945          | Danzig             | Auflösung               | 1945          | –                        | – |
| 84 Group / 34. Wing Royal Air Force | Vereinigtes Königreich | unbekannt                 | 1945          | unbekannt          | unbekannt               | 1957          | –                        | – |
| 226 Signal Squadron Royal Corps of Signals | Vereinigtes Königreich | unbekannt                 | 1945          | unbekannt          | unbekannt               | 1957          | –                        | – |
| No. 51 Squadron RAF Regiment | Vereinigtes Königreich | unbekannt                 | 1945          | unbekannt          | unbekannt               | 1957          | –                        | – |
| No. 2 Squadron RAF | Vereinigtes Königreich | unbekannt                 | 1945          | unbekannt          | unbekannt               | 1946          | –                        | – |
| No. 4 Squadron RAF | Vereinigtes Königreich | unbekannt                 | 1945          | unbekannt          | unbekannt               | 1945          | –                        | – |
| No. 16 Squadron RAF | Vereinigtes Königreich | unbekannt                 | 1945          | unbekannt          | unbekannt               | 1946          | –                        | – |
| No. 41 Squadron RAF | Vereinigtes Königreich | unbekannt                 | 1945          | unbekannt          | unbekannt               | 1945          | –                        | – |
| No. 130 Squadron RAF | Vereinigtes Königreich | unbekannt                 | 1945          | unbekannt          | unbekannt               | 1945          | –                        | – |
| No. 137 Squadron RAF | Vereinigtes Königreich | unbekannt                 | 1945          | unbekannt          | unbekannt               | 1945          | –                        | – |
| No. 268 Squadron RAF | Vereinigtes Königreich | unbekannt                 | 1945          | unbekannt          | unbekannt               | 1945          | –                        | – |
| No. 350 Squadron RAF | Vereinigtes Königreich | unbekannt                 | 1945          | unbekannt          | unbekannt               | 1945          | –                        | – |
| No. 414 Squadron RAF | Vereinigtes Königreich | unbekannt                 | 1945          | unbekannt          | unbekannt               | 1945          | –                        | – |
| No. 486 Squadron RAF | Vereinigtes Königreich | unbekannt                 | 1945          | unbekannt          | unbekannt               | 1945          | –                        | – |
| No. 652 Squadron RAF | Vereinigtes Königreich | unbekannt                 | 1946          | unbekannt          | unbekannt               | 1956          | –                        | – |
| 317th Troop Carrier Wing (Heavy) | Vereinigte Staaten     | Verlegung                 | 1948          | Tachikawa, (Japan) | Verlegung               | 1949          | Frankfurt                | – |
| 39th Troop Carrier Squadron | Vereinigte Staaten     | Verlegung                 | 1948          | Wiesbaden          | Auflösung               | 1949          | –                        | – |
| 40th Troop Carrier Squadron | Vereinigte Staaten     | Verlegung                 | 1948          | Wiesbaden          | Auflösung               | 1949          | –                        | – |
| 41st Troop Carrier Squadron | Vereinigte Staaten     | Verlegung                 | 1948          | Wiesbaden          | Auflösung               | 1949          | –                        | – |
| No. 11 Squadron RAF | Vereinigtes Königreich | unbekannt                 | 1949          | unbekannt          | unbekannt               | 1950          | –                        | – |
| No. 14 Squadron RAF | Vereinigtes Königreich | unbekannt                 | 1949          | unbekannt          | unbekannt               | 1950          | –                        | – |
| No. 98 Squadron RAF | Vereinigtes Königreich | unbekannt                 | 1949          | unbekannt          | unbekannt               | 1950          | –                        | – |
| No. 16 Squadron RAF | Vereinigtes Königreich | unbekannt                 | 1950          | unbekannt          | unbekannt               | 1957          | –                        | – |
| No. 93 Squadron RAF | Vereinigtes Königreich | unbekannt                 | 1950          | unbekannt          | unbekannt               | 1952          | –                        | – |
| No. 94 Squadron RAF | Vereinigtes Königreich | unbekannt                 | 1950          | unbekannt          | unbekannt               | 1957          | –                        | – |
| No. 145 Squadron RAF | Vereinigtes Königreich | unbekannt                 | 1952          | unbekannt          | unbekannt               | 1957          | –                        | – |
| OL6 601st AC&W Squadron | Vereinigte Staaten     | Aufstellung               | 1956          | –                  | Auflösung               | 1966          | –                        | – |
| Flugplatzkommando (H) 846 | Deutschland            | Aufstellung               | 1957          | –                  | Auflösung               | 1957          | Celle                    | Heeresfliegerstaffel |
| Flugplatzkommando (H) 847 | Deutschland            | Aufstellung               | 1957          | –                  | Auflösung               | 1957          | Celle                    | Heeresfliegerstaffel 1 |
| Flugplatzkommando (H) 848 | Deutschland            | Aufstellung               | 1957          | –                  | Auflösung               | 1957          | Celle                    | Heeresfliegerstaffel |
| Heeresfliegerstaffel | Deutschland            | Aufstellung               | 1957          | –                  | Umbenennung             | 1967          | Celle                    | Flugplatzkommando (H) 422 |
| Heeresflieger Staffel 813 | Deutschland            | Verlegung                 | 1957          | Fritzlar           | Auflösung               | 1959          | Celle                    | Heeresfliegerstaffel 1 |
| Heeresflieger Staffel 814 | Deutschland            | Aufstellung               | 1957          | –                  | Verlegung & Umbenennung | 1957          | Itzehoe                  | Heeresfliegerstaffel 6 |
| Heeresflieger Staffel 815 | Deutschland            | Aufstellung               | 1957          | –                  | Auflösung               | 1957          | Celle                    | Heeresfliegerstaffel 1 |
| Heeresfliegerstaffel 1 | Deutschland            | Aufstellung               | 1957          | Celle              | Verlegung & Umbenennung | 1959          | Ober- schleißheim        | Heeresfliegerstaffel (Gebirge) 8                                                                                                   |
| Heeresfliegertransportstaffel 823 | Deutschland            | Aufstellung               | 1957          | –                  | Umbenennung             | 1959          | Celle                    | Heeresfliegertransportstaffel 103                                                                                                  |
| Heeresfliegerstaffel 11 | Deutschland            | Aufstellung               | 1959          | Celle              | Auflösung               | 1964          | Celle                    | Heeresfliegerbataillon 11 |
| Heeresfliegertransportstaffel 103 | Deutschland            | Umbenennung               | 1959          | Celle              | Verlegung               | 1961          | Rheine                   | Heeresfliegertransportstaffel 823                                                                                                  |
| Flugabwehrbatterie 30 | Deutschland            | Aufstellung               | 1959          | –                  | Umbenennung             | 1962          | Celle                    | Flugabwehr-Lehr-Batterie 90 |
| Lufttransportgeschwader 62 | Deutschland            | Aufstellung               | 1959          | –                  | Verlegung               | 1960          | Köln/Wahn                | unverändert |
| Lufttransportgeschwader 63 | Deutschland            | Aufstellung               | 1960          | –                  | Verlegung               | 1967          | Hohn                     | unverändert |
| Heeresfliegerstaffel 7 | Deutschland            | Verlegung                 | 1961          | Rheine             | Auflösung               | 1968          | Celle                    | Heeresfliegerbataillon 7 |
| Flugabwehr-Lehr-Batterie 90 | Deutschland            | Umbenennung               | 1962          | Celle              | Auflösung               | 1967          | Celle                    | – |
| Heeresfliegerausbildungskompanie 432 | Deutschland            | Aufstellung               | 1962          | –                  | Auflösung               | 1971          | Rotenburg (Wümme)        | Heeresfliegerausbildungskompanie 432                                                                                               |
| Drohnen Lehr- und Versuchsgruppe | Deutschland            | Aufstellung               | 1963          | –                  | Umbenennung             | 1969          | Celle                    | Drohnen Lehr- und Versuchsstaffel                                                                                                  |
| Heeresfliegerbataillon 11 | Deutschland            | Aufstellung               | 1964          | Celle              | Auflösung               | 1971          | Celle                    | Heeresfliegerregiment 10, Heeresfliegerstaffel 11                                                                                  |
| Flugplatzkommando (H) 422 | Deutschland            | Umbenennung               | 1967          | Celle              | Umbenennung             | 1973          | Celle                    | Heeresflugplatzkommandantur 101 |
| Heeresfliegerinstandsetzungsstaffel 108 | Deutschland            | Verlegung                 | 1967          | Bückeburg          | Auflösung               | 1971          | Celle                    | Heeresfliegerregiment 10 |
| Ausbildungskompanie Stabsdienst und Militärkraftfahrer 802 | Deutschland            | Aufstellung               | 1967          | –                  | Auflösung               | 1993          | Celle                    | Kraftfahrausbildungszentrum Celle                                                                                                  |
| Flugsicherungsstaffel Fernmelderegiment 81 | Deutschland            | Aufstellung               | 1967          | –                  | Auflösung               | 1991          | –                        | – |
| 73. Field Workshop (Aircraft) REME | Vereinigtes Königreich | Aufstellung               | 1968          | –                  | Auflösung               | 1977          | –                        | – |
| Heeresfliegerbataillon 7 | Deutschland            | Aufstellung               | 1968          | Celle              | Auflösung               | 1971          | Celle                    | Heeresfliegerstaffel 7 |
| Drohnen Lehr- und Versuchsstaffel | Deutschland            | Umbenennung               | 1969          | Celle              | Umbenennung             | 1973          | Celle                    | Heeresfliegerversuchsstaffel |
| Heeresfliegerstaffel 11 | Deutschland            | Aufstellung               | 1971          | Celle              | Verlegung               | 1972          | Rotenburg (Wümme)        | unverändert |
| Heeresfliegerstaffel 7 | Deutschland            | Aufstellung               | 1971          | Celle              | Auflösung               | 1994          | –                        | – |
| Heeresfliegerregiment 10 | Deutschland            | Aufstellung               | 1971          | –                  | Verlegung               | 1981          | Faßberg                  | unverändert |
| Heeresfliegerversuchsstaffel | Deutschland            | Umbenennung               | 1973          | Celle              | Verlegung & Umbenennung | 1981          | Bückeburg                | Heeresfliegerversuchsstaffel 910                                                                                                   |
| Heeresflugplatzkommandantur 101 | Deutschland            | Umbenennung               | 1973          | Celle              | Auflösung               | 1994          | Celle                    | Heeresfliegerregiment 16 |
| Heeresfliegerregiment 16 | Deutschland            | Aufstellung               | 1979          | –                  | Auflösung               | 2003          | Celle                    | Heeresfliegerunterstützungsstaffel 14 Heeresfliegerverbindungs- und Aufklärungsstaffel 100 Heeresfliegerinstandsetzungsstaffel 100 |
| Kraftfahrausbildungszentrum Celle | Deutschland            | Aufstellung               | 1994          | Celle              | Auflösung               | 2010          | Celle                    | – |
| Heeresfliegerausbildungsstaffel 8/I | Deutschland            | Verlegung                 | 1995          | Rotenburg (Wümme)  | Umbenennung             | 2004          | Celle                    | Heeresfliegerstaffel 109 |
| Regionalfahrschule Technische Schule der Luftwaffe 1 | Deutschland            | Verlegung                 | 2001          | Faßberg            | Auflösung               | 2003          | –                        | – |
| Heeresfliegerunterstützungsstaffel 14 | Deutschland            | Aufstellung               | 2002          | Celle              | Auflösung               | 2003          | –                        | – |
| Heeresfliegerverbindungs- und Aufklärungsstaffel 100 | Deutschland            | Aufstellung               | 2002          | Celle              | Auflösung               | 2013          | –                        | – |
| Heeresfliegerinstandsetzungsstaffel 100 | Deutschland            | Aufstellung               | 2002          | Celle              | Auflösung               | 2013          | –                        | – |
| Heeresfliegerwaffenschule Ausbildungszentrum C | Deutschland            | Aufstellung               | 2002          | –                  | Auflösung               | 2017          | Celle                    | |

## Luftfahrzeuge
| Luftfahrzeug | Nation                 | Stationierung | Stationierung |
| Luftfahrzeug | Nation                 | von           | bis           |
| --- | ---------------------- | ------------- | ------------- |
| Heinkel He-45 | Deutsches Reich        | 1934          | 1938          |
| Heinkel He-46 | Deutsches Reich        | 1934          | 1938          |
| Heinkel He-72 „Kadett“ | Deutsches Reich        | 1934          | 1938          |
| Focke-Wulf Fw-44 „Stieglitz“ | Deutsches Reich        | 1934          | 1938          |
| Focke-Wulf Fw-56 „Stösser“ | Deutsches Reich        | 1934          | 1937          |
| Arado Ar-96 | Deutsches Reich        | 1936          | 1937          |
| Junkers W-33 | Deutsches Reich        | 1936          | 1937          |
| Junkers W-34 | Deutsches Reich        | 1936          | 1937          |
| Junkers Ju-52 | Deutsches Reich        | 1937          | 1939          |
| Dornier Do-17 | Deutsches Reich        | 1937          | 1939          |
| Junkers Ju-86 | Deutsches Reich        | 1937          | 1939          |
| Heinkel He-111 | Deutsches Reich        | 1937          | 1939          |
| Junkers Ju-87 | Deutsches Reich        | 1939          | 1940          |
| Während der Kriegsjahre häufig wechselnde Luftfahrzeugtypen für jeweils nur kurze Zeit. Hierzu liegen kaum verlässliche, nachprüfbare Unterlagen vor. |                        |               |               |
| Junkers Ju-88 (Endmontage) | Deutsches Reich        | 1944          | 1944          |
| Bücker Bü-181 | Deutsches Reich        | 1945          | 1945          |
| Fieseler Storch Fi-156 | Deutsches Reich        | 1945          | 1945          |
| Arado Ar-96 | Deutsches Reich        | 1945          | 1945          |
| Junkers W-34 | Deutsches Reich        | 1945          | 1945          |
| Supermarine Spitfire | Vereinigtes Königreich | 1945          | 1946          |
| Hawker Typhoon | Vereinigtes Königreich | 1945          | 1945          |
| Hawker Tempest | Vereinigtes Königreich | 1945          | 1945          |
| Auster V | Vereinigtes Königreich | 1946          | 1946          |
| Douglas C-54 Skymaster | Vereinigte Staaten     | 1948          | 1949          |
| De Havilland DH.98 Mosquito | Vereinigtes Königreich | 1949          | 1950          |
| De Havilland Vampire | Vereinigtes Königreich | 1950          | 1955          |
| De Havilland Venom | Vereinigtes Königreich | 1954          | 1957          |
| Dornier Do-27 | Deutschland            | 1957          | 1970          |
| Sikorsky S-58 (H34) | Deutschland            | 1957          | 1970          |
| Skeeter Mark 6 | Deutschland            | 1958          | 1960          |
| Alouette II | Deutschland            | 1959          | 1994          |
| Nord Noratlas | Deutschland            | 1961          | 1967          |
| Bell UH-1D | Deutschland            | 1968          | 1981          |
| Bölkow Bo-105 | Deutschland            | 1969          | 2016          |